# Akysis variegatus
Akysis variegatus és una espècie de peix de la família dels akísids i de l'ordre dels siluriformes.

## Morfologia
Els mascles poden assolir els 4,3 cm de llargària total.

## Distribució geogràfica
Es troba a Àsia: nord de Borneo i conca del riu Mekong.